# Journal of Thoracic and Cardiovascular Surgery
The Journal of Thoracic and Cardiovascular Surgery is een internationaal, aan collegiale toetsing onderworpen wetenschappelijk tijdschrift op het gebied van de cardiologie en thoraxchirurgie.
De naam wordt in literatuurverwijzingen meestal afgekort tot J. Thorac. Cardiovasc. Surg.
Het wordt uitgegeven door Mosby (nu een merknaam van Elsevier) namens de American Association for Thoracic Surgery en verschijnt maandelijks.
Het eerste nummer verscheen in 1959.